# Kiss-in
Kiss-in, также «протест поцелуем» — флешмоб, в ходе которого участники выражают протест в виде поцелуев, совершённых в общественном месте. Этот тип социального протеста зародился в американском ЛГБТ-движении в 80-х годах, являясь непосредственным парафразом получившей в 60-х годах распространение практики сидячих забастовок (англ. Sit-in).

## Kiss-in за права ЛГБТ

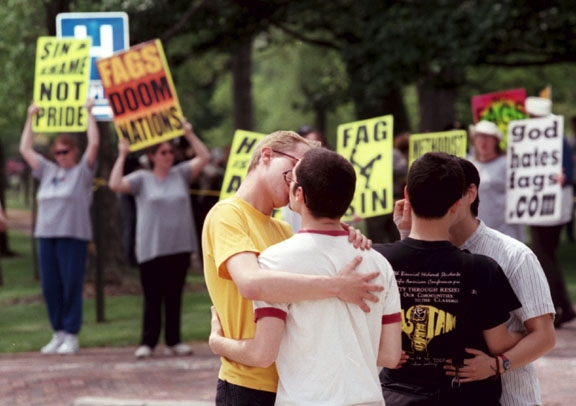
Флешмоб на фоне гомофобного митинга, США, май 2000

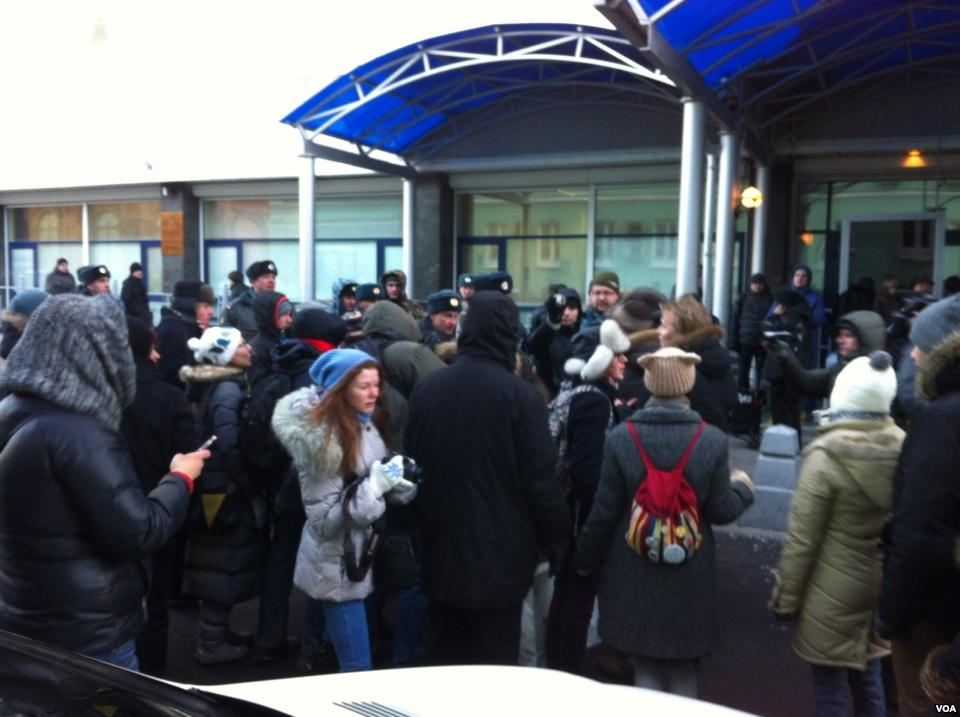
«День поцелуев» в Москве, декабрь 2012

Флеш-мобы kiss-in получили распространение среди активистов за права ЛГБТ. Участники акции (преимущественно однополые пары) собираются в назначенном месте и в назначенное время все начинают целоваться. Цель флешмоба — преодоление гомофобии, участники акции стремятся показать, что гомосексуальные пары тоже любят, что их любовь тоже красива и гармонична. Организаторы подчёркивают, что из-за гомофобии геи и лесбиянки стесняются и боятся проявлять свои чувства вне дома, в результате чего общество их не видит и находится под властью гомофобных предрассудков. Такие акции проходят во многих странах мира, например, приуроченные к Международному дню борьбы с гомофобией.
Известность получила история с планом проведения флешмоба в День святого Валентина в 2010 году перед собором Парижской Богоматери, что вызвало негативную реакцию католиков Парижа и волну угроз физической расправы, в связи с чем акция была перенесена на площадь Сен-Мишель, в 5 минутах ходьбы от первоначального места, и прошла без инцидентов.
Большой резонанс флешмоб получил благодаря его проведению в Барселоне в знак протеста против визита Папы Римского Бенедикта XVI в Испанию в связи с его выступлениями против однополых браков, являющихся законными в этой стране. Участники акции заявили:

Это провокация — приехать в Испанию и заявить, что она стала слишком светской. Если бы это сказал какой-нибудь другой глава государства, то это повлекло бы за собой дипломатические проблемы. Но этому человеку почему-то всё сходит с рук… Мы оплачиваем из своего государственного бюджета расходы на визит главы другого государства, который приехал сюда, чтобы дискриминировать нас и проповедовать свою политику дискриминации геев.
В апреле 2011 года сотни однополых пар устроили флеш-моб возле паба John Snow в Сохо в Лондоне в знак протеста против того, что за несколько дней до этого хозяин паба выгнал из него однополую пару из-за поцелуя.
В июне 2013 года ЛГБТ-активистами был проведён уже четвёртый по счёту «День поцелуев» перед зданием Государственной думы. Организатором выступила Елена Костюченко, которая призывала однополые пары выразить таким образом свой протест против обсуждаемого тогда законопроекта о запрете «пропаганды нетрадиционных сексуальных отношений».

## Другие примеры
Флеш-моб kiss-in используется также, например, для выражения социального протеста против определённых социальных изменений в обществе. Например, в 2013 году в Анкаре более 200 молодых людей на территории одного из вокзалов метро устроили акцию kiss-in в знак протеста против усиливающейся исламизации общества.
Крупный флеш-моб состоялся также, например, в марокканском Рабате в 2013 году в знак протеста против ареста подростков, разместивших фото с поцелуями на своих страницах в Facebook. В акции принимали участие около десятка пар.